# Sour (cóctel)
Sour (en inglés británico /ˈsaʊər/; en inglés estadounidense /saʊr/ o /saʊɚ/, «ácido», «agrio») es una familia de cócteles que se caracterizan por tener un licor base, jugo de limón o de lima y un endulzante, comúnmente azúcar, triple seco, jarabe, granadina o jugo de piña. La clara de huevo también es un ingrediente común en los cócteles Sour. Ejemplos comunes de Sours son el Margarita y el Sidecar. Los agrios pertenecen a una de las antiguas familias de cócteles originales y son descritos por Jerry Thomas en su libro de 1862 Cómo mezclar bebidas.

## Cócteles tiposSour
- Caipiriña: cóctel brasileño que lleva cachaça (cachaza) jugo de lima o limón y azúcar.
- Gin sour: contiene ginebra, jugo de limón y azúcar. Si se le añade agua carbonatada es un Gin Fizz.
- Pisco sour («agrio de pisco»): contiene pisco y zumo de limón.
- Whisky sour («agrio de whisky»): contiene Bourbon whisky, jugo de limón, azúcar y, opcionalmente, clara de huevo.

- Daiquirí: cóctel cubano que contiene ron, jugo de lima y azúcar.
- Kamikaze: contiene vodka, triple seco y jugo de lima en partes iguales. También se sirve como chupito.[3]
- Margarita: contiene tequila, Cointreau y jugo de lima.[4]
- Sidecar: coñac, triple seco y jugo de limón.[4]
- White Lady («Dama Blanca»): contiene ginebra, triple seco y jugo de limón. Originalmente incluía crema de menta.
- Brandy Daisy o Brandy Sour («agrio de Brandy»): contiene brandy, curaçao claro o naranja, azúcar, jugo de limón, agitado y colado en una copa de vino.
- * Cypriot Brandy Sour («agrio de Brandy chipriota»): variante de Chipre, ya que lleva brandy de Chipre, bíter y cordial de limón, colmado con agua carbonatada o limonada.
- Amaretto Sour («agrio de Amaretto»): licor Amaretto, jugo de limón y a veces clara de huevo y jarabe de azúcar.[5]
- Tequila Sour («agrio de tequila»): contiene tequila, jugo de limón, jugo de lima, jarabe de ágave, bíter Bittercube Corazón y clara de huevo.[6]
- Santa Cruz Sour («agrio de Santa Cruz»):
- Midori Sour («agrio de Midori»): licor de melón Midori, granadina y jugo de limón. Vertido correctamente, se parece a un Tequila Sunrise verde, es decir con capas diferenciadas.